# 스콧 터너
에릭 스콧 터너(영어: Eric Scott Turner, 1976년 2월 26일~)는 미국의 사업가, 동기 부여 연설가, 정치인, 전 프로 축구 선수이다.

## 경력

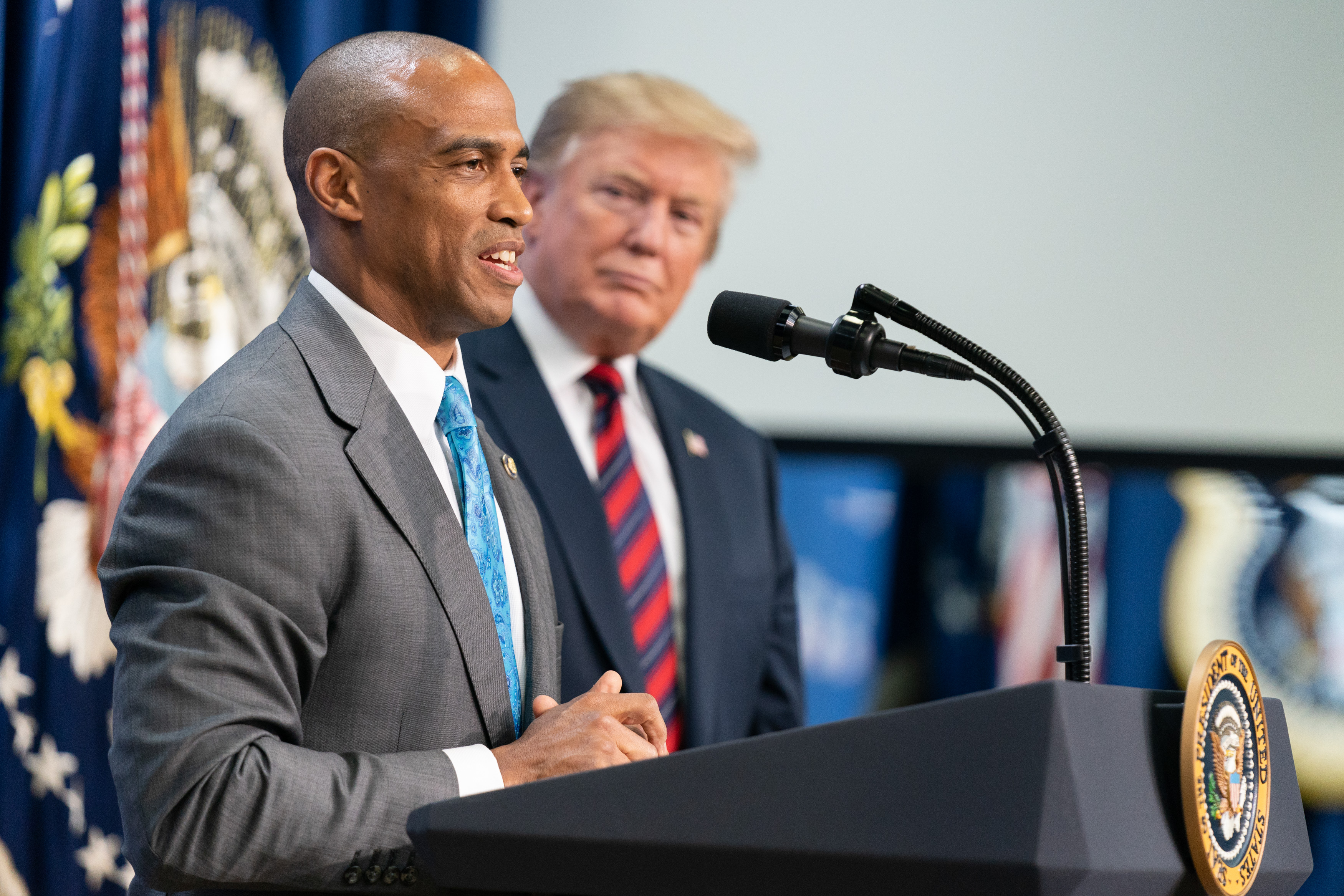
도널드 트럼프과 백악관 기회 지역 컨퍼런스에 참석한 터너

도널드 트럼프 1기 행정부 시절 백악관 기회 및 활성화 위원회 위원장을 역임하였다. 또한, 콜린 카운티의 일부와 록월 카운티 전체를 포함하는 제33지구의 텍사스주 하원의원으로 재직하였다.
2024년 11월 22일, 도널드 트럼프 미국 대통령 당선인은 터너를 미국 주택도시개발부 장관 후보자로 지명하였다.
미국에서 가장 어려운 지역사회를 변화시킨 전례없는 노력을 이끈 프로미식축구(NFL) 베테랑이다. 스콧은 나와 함께 모든 미국인을 위해 미국을 다시 위대하게 만들기 위해 노력할 것이다.— 도널드 트럼프의 지명 성명 중에서 (2024년 11월 22일)

터너와 그의 가족은 프레스턴우드 침례교회를 다니고 그는 부목사로 섬기고 있다. 그는 2016년 달라스 침례대학교에서 명예 박사 학위를 받았다.

## 같이 보기
- 제2차 도널드 트럼프 내각

## 역대 선거 결과
| 선거명      | 직책명                       | 대수 | 정당   | 득표율  | 득표수   | 결과 | 당락               |
| ----------- | ---------------------------- | ---- | ------ | ------- | -------- | ---- | ------------------ |
| 2012년 선거 | 하원의원 (텍사스 제33선거구) | 83대 | 공화당 | 85.34%  | 50,631표 | 1위  | 텍사스 주의원 당선 |
| 2014년 선거 | 하원의원 (텍사스 제33선거구) | 84대 | 공화당 | 100.00% | 32,013표 | 1위  | 텍사스 주의원 당선 |